# Legio II Italica
Legio segunda Italica ou Legio II Italica ("Segunda legião Italiana") foi uma legião do exército imperial romano criada em 165 pelo imperador Marco Aurélio (r. 161–80) juntamente com a III Italica numa época que o Império Romano enfrentava seus inimigos simultaneamente na Germânia e na Pártia. O último registo conhecido da legião descreve a unidade estacionada na fronteira do Danúbio no princípio do século V. Seu emblema é uma loba e os gêmeos Rômulo e Remo, uma referência ao governo conjunto de Marco Aurélio e Lúcio Vero.

## História
A segunda legião italiana foi criada para defender a fronteira do Império Romano no Danúbio e a província da Nórica. A área estava então sob constante ataque das tribos que viviam na Germânia, localizada a norte do rio. Em 180, sabe-se que a legião se encontrava estacionada em Lauríaco (atual Lorch). 
Em 193, o "ano dos cinco imperadores", a segunda apoiou a ascensão de Sétimo Severo e, pelos serviços prestados, o novo imperador concedeu-lhe o título "Fidelis" ("leal"). Mais tarde, Severo mobilizou a legião contra as tentativas de usurpação de Pescênio Niger e Clódio Albino e nas suas campanhas contra o Império Parta.
No século III, a legião adquiriu um estatuto político importante em meio ao ambiente de caos político que as sucessivas tentativas de usurpação causavam ao sistema imperial. Para garantir a lealdade da II Italica, o imperador Galiano concedeu-lhe o cognome de "VII Pia VII Fidelis" ("sete vezes fiel, sete vezes leal") para assegurar seu apoio.